# Crooked Rain, Crooked Rain
Crooked Rain, Crooked Rain är ett album av den amerikanska indierockgruppen Pavement, utgivet 1994 på Atlantic Records.

## Låtlista
1. "Silence Kid" - 3:01
2. "Elevate Me Later" - 2:51
3. "Stop Breathin" - 4:28
4. "Cut Your Hair" - 3:07
5. "Newark Wilder" - 3:53
6. "Unfair" - 2:33
7. "Gold Soundz" - 2:41
8. "5-4=Unity" - 2:09
9. "Range Life" - 4:54
10. "Heaven Is a Truck" - 2:30
11. "Hit the Plane Down" - 3:36
12. "Fillmore Jive" - 6:38

2004 släpptes albumet i en nyutgåva på Matador Records, denna gången som en dubbel-cd innehållandes tidigare outgivna spår. 